# Schöckl
Le Schöckl est un sommet d’Autriche culminant à 1 445 m. Il est situé dans le sud du massif Grazer Bergland en Styrie, à une quinzaine de kilomètres au nord de Graz.

## Accès
Le sommet est accessible par plusieurs chemins de randonnée, ainsi que par téléphérique depuis Sankt Radegund bei Graz.

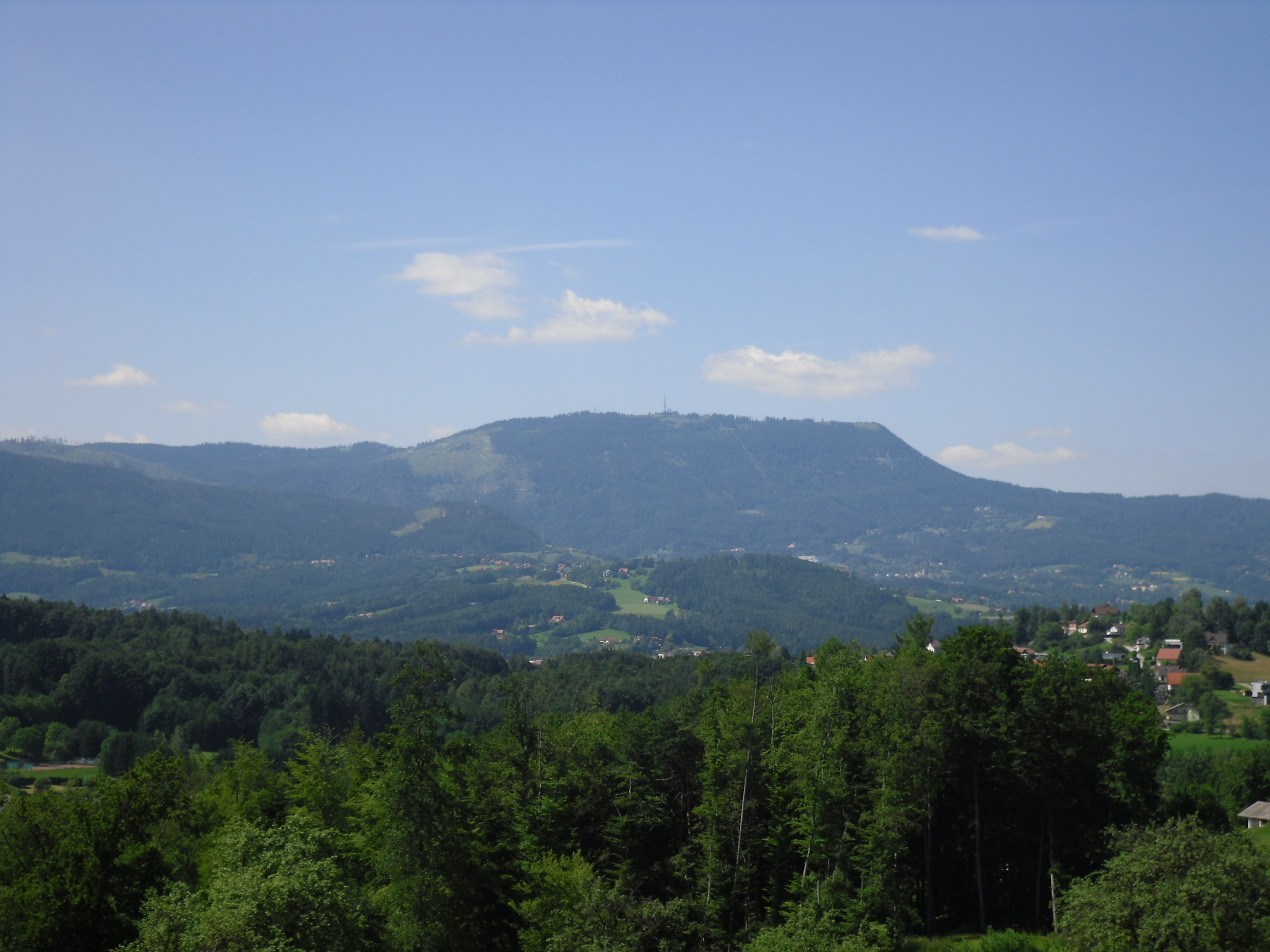
Le Schöckl vu de l’est.
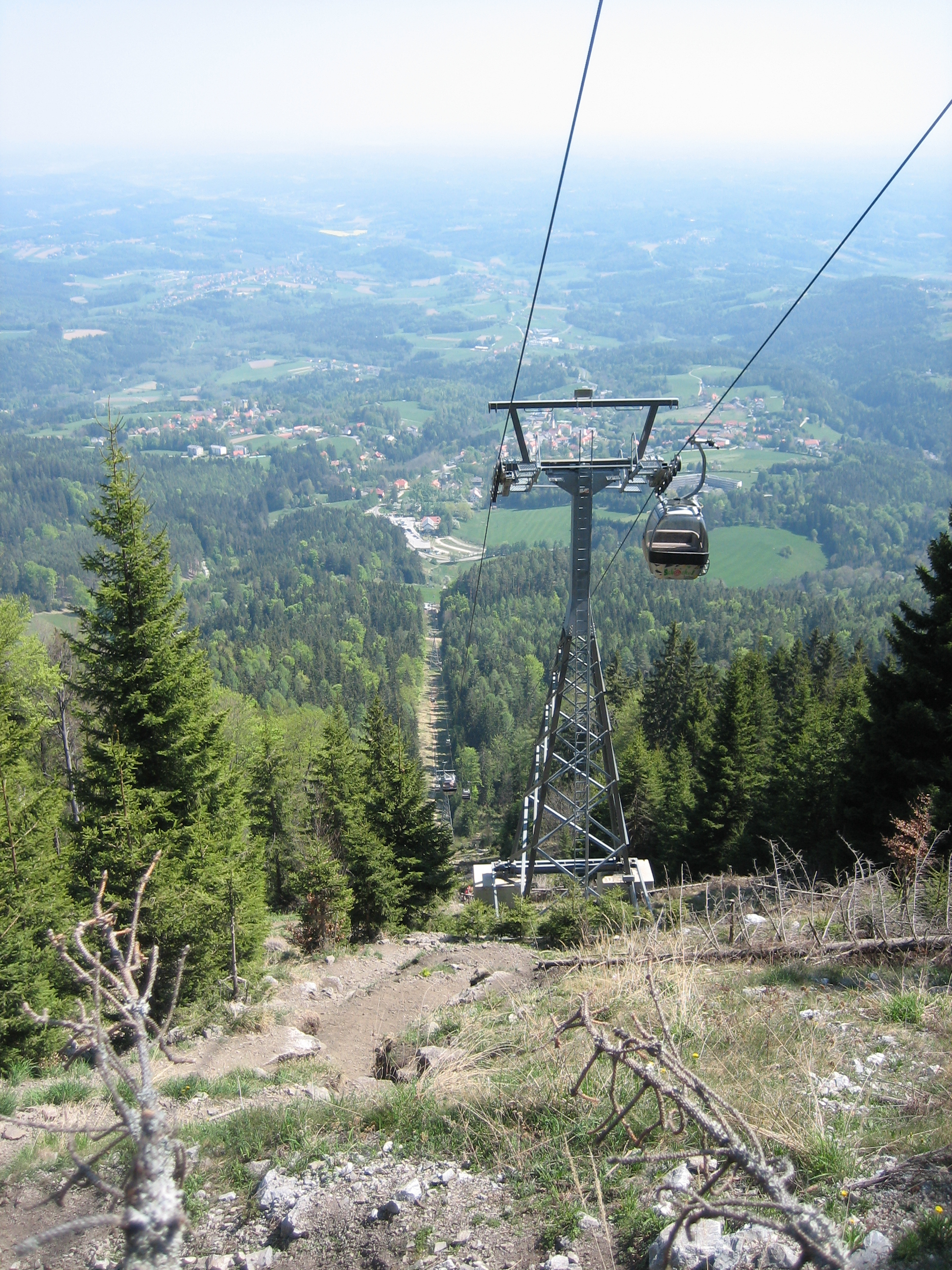
Le téléphérique.
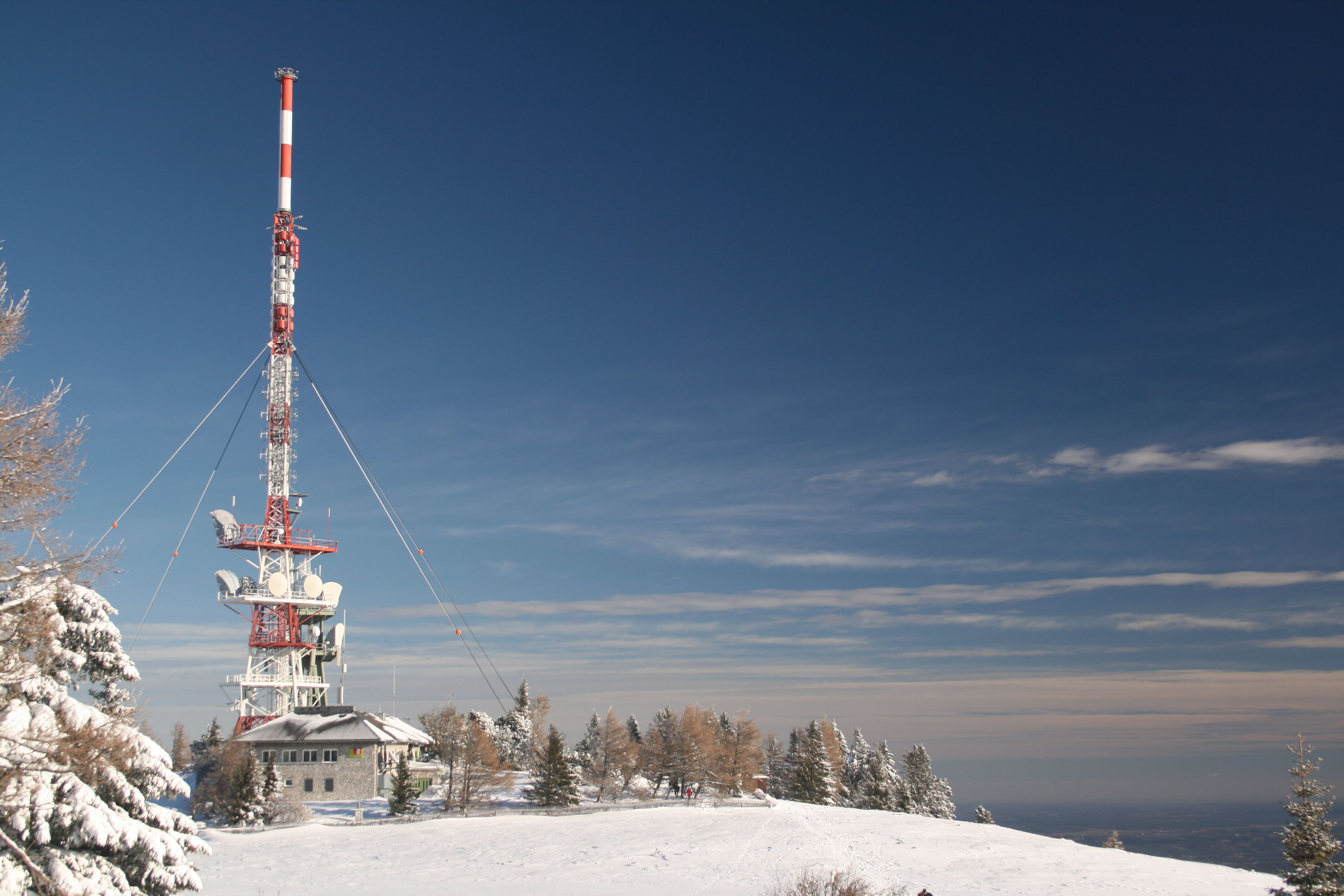
L’émetteur radio au sommet du Schöckl.
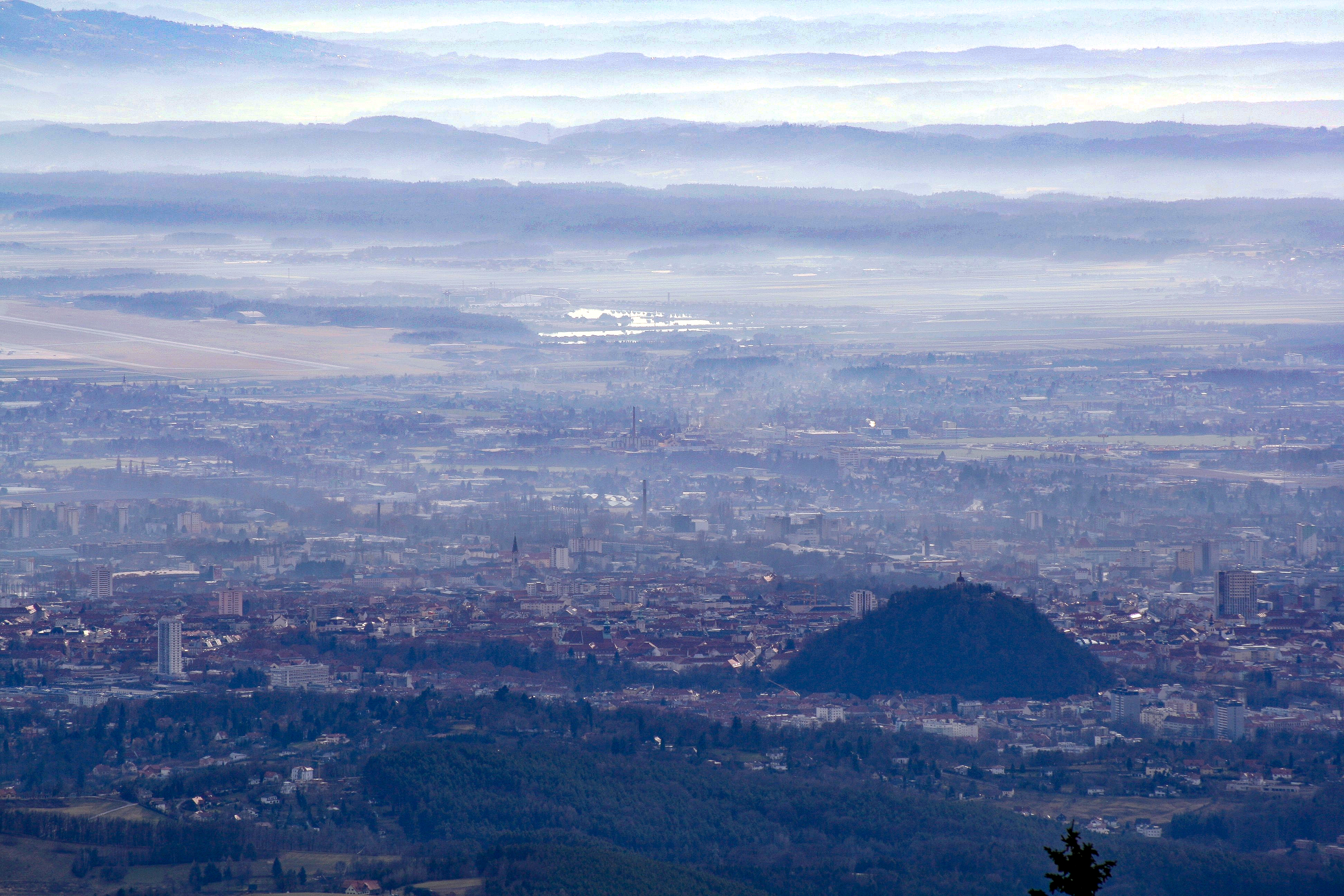
Graz vue depuis le Schöckl.